# KNIL-kampement Samarinda
Het KNIL-Kampement in Samarinda lag op het oostelijke deel van het eiland Borneo en fungeerde tijdens de Japanse bezetting van Nederlands-Indië in de periode van 19 maart 1942 tot juli 1945 als interneringskamp. 